# Печка
Пе́чка (рум. Pecica, МФА: [ˈpet͡ʃʲ.ka]) — місто у повіті Арад в Румунії. Адміністративно місту підпорядковані такі села (дані про населення за 2002 рік):
- Бодрогу-Векі (13 осіб)
- Седерхат (308 осіб)
- Турну (1251 особа)

Місто розташоване на відстані 437 км на північний захід від Бухареста, 18 км на захід від Арада, 47 км на північ від Тімішоари.

## Населення
За даними перепису населення 2002 року у місті проживали 13 024 особи.
Національний склад населення міста:
| Національність            | Кількість осіб | Відсоток |
| ------------------------- | -------------- | -------- |
| румуни                    | 7431           | 57,1%    |
| угорці                    | 4242           | 32,6%    |
| цигани                    | 1092           | 8,4%     |
| серби                     | 78             | 0,6%     |
| словаки                   | 73             | 0,6%     |
| українці                  | 48             | 0,4%     |
| німці                     | 39             | 0,3%     |
| болгари                   | 7              | 0,1%     |
| татари                    | 3              | < 0,1%   |
| італійці                  | 2              | < 0,1%   |
| євреї                     | 1              | < 0,1%   |
| чехи                      | 1              | < 0,1%   |
| не вказали національність | 7              | 0,1%     |

Рідною мовою назвали:
| Мова                  | Кількість осіб | Відсоток |
| --------------------- | -------------- | -------- |
| румунська             | 7882           | 60,5%    |
| угорська              | 4193           | 32,2%    |
| циганська             | 762            | 5,9%     |
| словацька             | 59             | 0,5%     |
| сербська              | 51             | 0,4%     |
| українська            | 36             | 0,3%     |
| німецька              | 29             | 0,2%     |
| татарська             | 3              | < 0,1%   |
| болгарська            | 3              | < 0,1%   |
| італійська            | 2              | < 0,1%   |
| чеська                | 1              | < 0,1%   |
| не вказали рідну мову | 3              | < 0,1%   |

Склад населення міста за віросповіданням:
| Релігія                                       | Кількість осіб | Відсоток |
| --------------------------------------------- | -------------- | -------- |
| православні                                   | 7685           | 59,0%    |
| римо-католики                                 | 4279           | 32,9%    |
| п'ятдесятники                                 | 520            | 4,0%     |
| реформати                                     | 205            | 1,6%     |
| баптисти                                      | 202            | 1,6%     |
| греко-католики                                | 52             | 0,4%     |
| адвентисти                                    | 22             | 0,2%     |
| лютерани (Синодально-пресвітеріанська церква) | 13             | 0,1%     |
| не релігійні                                  | 7              | 0,1%     |
| лютерани (Аугсбурзького сповідання)           | 6              | < 0,1%   |
| унітарії                                      | 4              | < 0,1%   |
| лютерани                                      | 4              | < 0,1%   |
| бретрени                                      | 3              | < 0,1%   |
| старообрядці                                  | 3              | < 0,1%   |
| атеїсти                                       | 2              | < 0,1%   |
| не вказали релігію                            | 9              | 0,1%     |

## Зовнішні посилання
- Дані про місто Печка на сайті Ghidul Primăriilor [Архівовано 17 січня 2013 у Wayback Machine.]